# Sassanidischer Helm
Ein sassanidischer Helm  ist eine Schutzwaffe aus dem Sassanidenreich.

## Beschreibung
Ein sassanidischer Helm besteht aus Eisen. Es gibt verschiedene Versionen dieser Helme, die zu den Spangenhelmen gezählt werden. In der Regel sind diese Helme konisch geformt. Über die Scheitellinie verläuft ein breites Band, das die Verstrebungen (Spangen), die von den Seiten her zusammenlaufen, mit der Helmkalotte verbindet und einen Schutz vor Schlägen von oben bietet. Die Spangen und der Helmgrat sind mit dicken Nieten befestigt. Die Oberflächengestaltung variiert bei den verschiedenen Versionen (siehe Weblinks). Helme dieser Art wurden von den sassanidischen leichten Reitertruppen und der berittenen, schweren Kavallerie (KhosrowII) getragen.